# يان جونستون (ضابط شرطة)
يان جونستون (بالإنجليزية: Sir William Ian Ridley Johnston) هو ضابط شرطة بريطاني، ولد في 1945.